# Bazuca
El bazuca o, com en anglès, bazooka és un llançacoets antitancs portàtil. Es va fer famós durant la Segona Guerra Mundial, on va ser una de les principals armes antitancs d'infanteria utilitzat per l'Exèrcit dels Estats Units. Va ser una de les primeres armes basades en l'explosiu HEAT (High Explosive Anti-Tank) a entrar en servei. Va rebre el nom de "bazooka" a causa a la semblança amb l'instrument musical del mateix nom inventat i utilitzat per Bob Burns. El seu ús es va generalitzar a partir de la Segona Guerra Mundial.
L'Exèrcit Alemany (Wehrmacht) en va copiar el disseny augmentant el calibre a 88 mm, a més a més hi va introduir altres modificacions, i es va donar a conèixer com Panzerschreck o Raketenpanzerbüchse (que en alemany significa terror dels tancs).
A més del bazooka original, la paraula "bazooka" s'utilitza sovint incorrectament per denominar a totes les armes antitancs d'espatlla, com els RPG.

## Desenvolupament
L'aparició del bazooka va implicar el desenvolupament de dues línies de recerca tecnològiques específiques: el projectil o coet (sense retrocés significatiu al disparar) i el cap explosiu.
El desenvolupament del coet sense retrocés va ser una idea original del Doctor Robert H. Goddard, com un projecte addicional del seu treball sobre la propulsió dels coets. Goddard, en el transcurs del seu càrrec a l'Institut Politècnic de Worcester, la Universitat de Clark i a l'Observatori Mount Wilson, va idear un llançacoets d'ús militar durant la Primera Guerra Mundial. Ell va demostrar la seva eficàcia al US Army Signal Corps a Aberdeen Proving Ground, Maryland, el 6 de novembre de 1918, però el fet que la guerra acabés només cinc dies més tard va fer caure l'interès per l'arma. Goddard va continuar sent un conseller a temps parcial del govern dels EUA en Indian Head, Maryland, fins a 1923. Finalment es va suspendre tot el seu projecte, i més tard altres investigadors van aprofitar el que va desenvolupar al projecte.

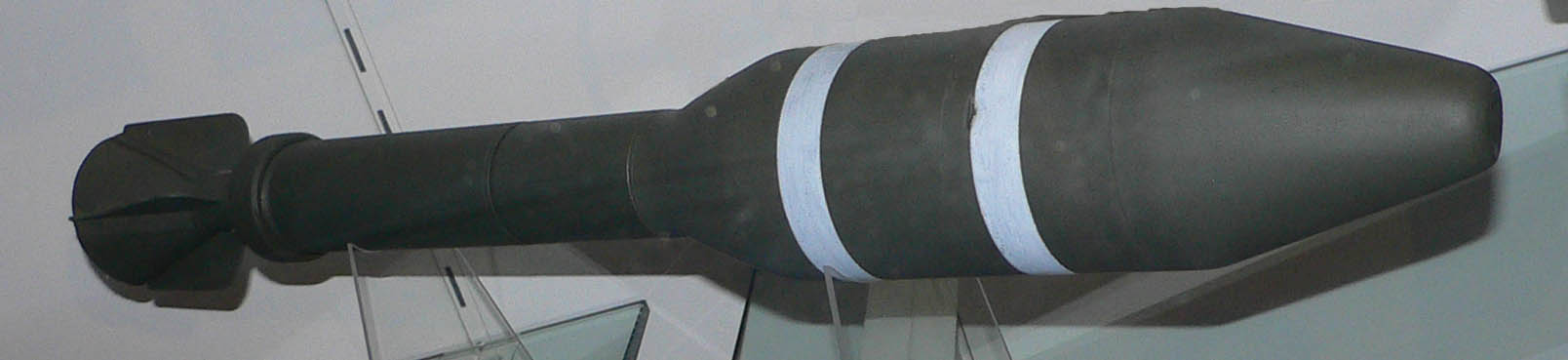
Coet explosiu tipus HEAT pertanyent al bazooka.

El cap explosiu es remunta al treball del físic americà Charles Edward Munroe, que va fer el primer assaig pràctic sobre el tema el 1880. Aquest treball va ser realitzat en els anys 30 per Henry Mohaupt, un immigrant suís que va treballar en la idea per al Departament de Guerra.
Mohaupt va desenvolupar una granada de mà amb cap explosiu antitancs, que era eficaç per travessar fins a 100 mm de blindatge. De llarg la millor arma del moment a tot el món per acomplir aquesta tasca. No obstant això, la granada M10 pesava uns 1,6 kg i era difícil de llançar, a més a més era massa pesant per funcionar amb un rifle llançagranades. Així que l'única manera pràctica d'utilitzar-la era la col·locació directa al tanc. Una versió més petita de la M10, la M9, es podia disparar des d'un rifle. Això va donar lloc a la creació del M1 (Springfield M-1903), M2 (Enfield M-1917) i del M7 i el M8 per al rifle M1, i la granada M9A1 que va seguir sent l'Standard A.
Les coses van canviar quan el coronel de l'exèrcit Leslie A. Skinner va suggerir la col·locació de la granada a la punta del llançacoets experimental, que ell havia ideat amb el tinent de marina Edward G. Uhl. El desenvolupament va concloure a Corcoran Hall a la Universitat de George Washington (Washington DC). A finals de 1942, va ser introduït el llançacoets M1A1. Consistia en un tub d'1,39 m amb una empunyadura i una mira de fusta, substituïda per una de metall en els models de producció en sèrie, en el qual els coets de 60,07 mm eren carregats per la part posterior del tub (designats com a projectils de 2,36 polzades per evitar la confusió amb la munició de 60 mm del morter). Una bateria seca de dues cel·les a la culata proporcionava l'energia per a la ignició del coet quan el disparador era accionat. El principal desavantatge de l'arma era l'enorme fogonada de l'encesa del coet i el rastre de fum, que deixava la posició del tirador exposada en comparació amb el PIAT britànic. El model original no estava reforçat però posteriorment s'hi va afegir un anell protector a la recambra i un deflector a la boca del canó per controlar la fogonada del retrocés.
Introduït secretament a l'Operació Torxa, va ser molt eficaç tot i que encara era poc precís a llargues distàncies. Els alemanys van copiar-ne el disseny gràcies a uns models capturats a un búnquer estatunidenc. La seva pròpia versió, molt més gran, va ser coneguda com a Panzerschreck. Va ser l'èxit del Panzerschreck el que va fer que el bazuca original s'actualitzés després de la guerra amb el model més gran (88,9 mm), que era idèntic en grandària i potència a l'arma alemanya.

## Servei
El bazuca original (2,36 polzades) amb els seus diferents models va servir en tots els escenaris de la Segona Guerra Mundial i més tard a la Guerra de Corea. Després que resultés inadequada davant del tanc soviètic T-34 durant la darrera guerra, va ser substituït pel model M20 Super Bazooka (89 mm). El M20 va ser reemplaçat successivament pel LAW (Light Antitank Weapon) en els primers moments de la Guerra del Vietnam. Les bazuques van ser substituïdes en algunes ocasions pels rifles sense retrocés de 57 mm i de 75 mm en les batalles finals de la Segona Guerra Mundial (1945).

## Models

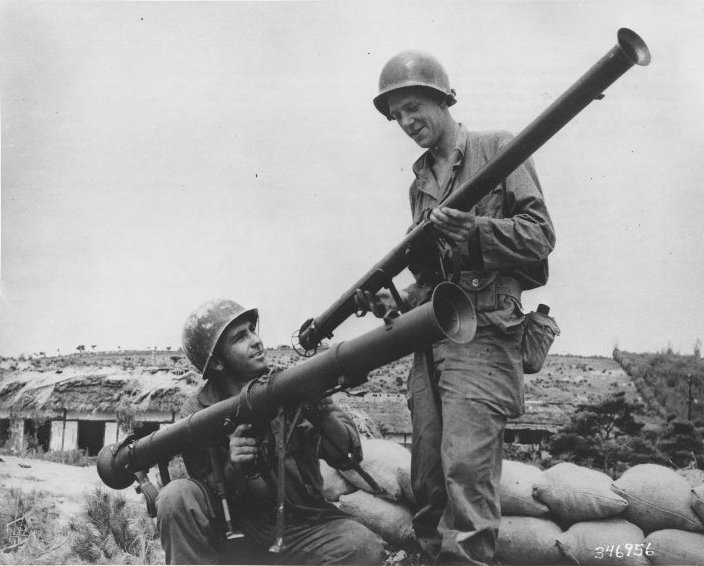
Dos soldats, un amb la Bazooka i un altre amb la Super Bazooka.

### M1 i M1A1 "Bazooka"
- El primer es va desenvolupar l'any 1942.
- Els models A1 tenien un nou sistema elèctric millorat, destinat a millorar-ne la fiabilitat.

### M9 "Bazooka"
- Model millorat.
- Substitut del M1A1 l'any 1943.

### M9A1 "Bazooka"
- Es podia separar en dues parts per a poder-se transportar millor.
- El disparador accionat per bateria del sistema d'ignició original va ser reemplaçat per un disparador magnètic.

### M20 "Super Bazooka"
- Cap explosiu de 89 mm de diàmetre.
- Podia penetrar fins a 200 mm de blindatge.
- Es va ampliar l'abast fins a uns 150 m.
- Va entrar en servei a l'inici de la Guerra de Corea.

### M20B1 "Super Bazooka"
- Versió lleugera amb el tub fabricat amb alumini fos i altres elements lleugers.
- Usat com a complement del M20.

### M20A1/A1B1 "Super Bazooka"
- Va entrar en producció l'any 1952.
- És la versió millorada del M20 i M20B1 respectivament.

## Especificacions

### M1A1
- Longitud: 205 mm
- Calibre: 60 mm
- Pes: 6,8 kg
- Cap explosiu: M6A1 1,59 kg
- Abast
  - Màxim: 360 m
  - Efectiu: 135 m
- Equip: dos, operador i carregador.

### M9A1
- Longitud: 1.550 mm
- Calibre: 60 mm
- Pes: 15,9 lliures
- Cap explosiu: M6A3/C (3,5 lliures)
- Abast
  - Màxim: 350-450 m
  - Efectiu: 110 m
- Equip: dos, operador i carregador (M9) o un, operador-carregador (M9A1).

### M20A1/A1B1
- Longitud (quan està muntat per disparar): 1.524 mm
- Calibre: 89 Mm.
- Pes (descarregat): M20A1: 6,4 kg; M20A1B1: 5,9 kg
- Cap explosiu: M28A2 HEAT (9 lliures) o T127E3/M30 WP (8,96 lliures)
- Abast
  - Màxim: 823 m
  - Efectiu (Objectiu aturat/Objectiu en moviment): 275 m/185 m